# Probatodes
Probatodes is een kevergeslacht uit de familie van de boktorren (Cerambycidae). De wetenschappelijke naam van het geslacht werd voor het eerst geldig gepubliceerd in 1864 door Thomson.

## Soorten
Probatodes omvat de volgende soorten:
- Probatodes marginicollis (Pascoe, 1865)
- Probatodes plumula (Newman, 1851)